# Манкуза (Месина)
Манкуза је насеље у Италији у округу Месина, региону Сицилија.
Према процени из 2011. у насељу је живело 110 становника. Насеље се налази на надморској висини од 315 м.